# Joe Piripitzi
Joe Piripitzi (...) è un batterista australiano.
È stato il primo batterista del gruppo australiano The Living End dal 1994, al 1996.
È stato inoltre batterista per altri gruppi di Melbourne, i 77-punk-influenced H-Block 101. Questo per un breve periodo immediatamente dopo che aveva lasciato i The Living End (da ottobre 1996 a metà del 1998). È comparso nel loro applaudito secondo album "No Room For Apathy" nel 1997 e "Synergy", EP del 1998 (registrato in gennaio di quest'anno, ma pubblicato dopo la partenza di Joe, qualche mese dopo) .